# جنگ شش‌روزه
جنگ شش‌روزه (به انگلیسی: Six-Day War)، همچنین شناخته شده با نام جنگ ژوئن ۱۹۶۷ (به عربی: حرب حزیران، به عبری: מלחמת ששת הימים), یک درگیری نظامی کوتاه اما شدید بود که از ۵ تا ۱۰ ژوئن ۱۹۶۷ بین اسرائیل و ائتلافی از کشورهای عربی شامل مصر (در آن زمان جمهوری متحد عربی)، سوریه و اردن، و با پشتیبانی نیروهایی از عراق، عربستان سعودی، تونس، سودان، مراکش، الجزایر، لیبی و کویت در گرفت. این جنگ با پیروزی قاطع اسرائیل و اشغال شبه‌جزیره سینا و نوار غزه از مصر، کرانه باختری شامل اورشلیم شرقی از اردن، و بلندی‌های جولان از سوریه، به پایان رسید. جنگ شش‌روزه، نقطه اوج بحرانی بود که از ۱۵ مه تا ۱۲ ژوئن ۱۹۶۷ به درازا کشید و تنش‌های طولانی‌مدت در منطقه را به اوج خود رساند.
این درگیری با یک حمله هوایی غافلگیرانه و پیشگیرانه توسط اسرائیل به پایگاه‌های هوایی مصر در صبح روز ۵ ژوئن ۱۹۶۷ آغاز شد که به سرعت منجر به فلج شدن نیروی هوایی مصر و کسب برتری هوایی کامل برای اسرائیل گردید. در پی این حمله، کشورهای عربی یاد شده به حمایت از متحدان خود به اسرائیل اعلان جنگ دادند و نیروهای کمکی به جبهه‌های مصر، اردن و سوریه اعزام کردند. این جنگ کوتاه، با آتش‌بس و میانجیگری سازمان ملل متحد پایان یافت، اما نتایج آن به طور عمیقی بر ژئوپلیتیک خاورمیانه تأثیر گذاشت و همچنان یکی از عوامل اصلی درگیری‌های منطقه‌ای تا به امروز باقی مانده است.

## پیش‌زمینه
پس از تشکیل کشور اسرائیل در سال ۱۹۴۸ و پیامدهای جنگ ۱۹۴۸ عرب‌ها و اسرائیل، منطقه خاورمیانه در وضعیت بی‌ثباتی و تنش دائمی قرار داشت. سازمان آزادی‌بخش فلسطین (ساف) که در سال ۱۹۶۴ تأسیس شده بود، در آن زمان به عنوان تنها سازمان نظامی-سیاسی فلسطینی شناخته می‌شد و بخش‌هایی از شرق اورشلیم، کرانه باختری رود اردن و نوار غزه را در اختیار داشت. این سازمان در منشور خود در سال ۱۹۶۴، خواهان بیرون راندن «صهیونیست‌ها» (اسرائیلی‌ها) از «سرزمین‌های عربی» از طریق نیروی قهر و با کمک کشورهای عربی شده بود.
علاوه بر این، برخوردهای مرزی مکرر بین اسرائیل و همسایگان عرب خود، از جمله بحران‌های پیشین نظیر بحران کانال سوئز (۱۹۵۶)، بحران ملی آب در اسرائیل (درگیری بر سر منابع آبی)، حادثه سامو (۱۹۶۶) که شامل یک حمله تلافی‌جویانه اسرائیل به روستایی در کرانه باختری بود، و اختلافات حل‌نشده بر سر مالکیت بلندی‌های جولان بین سوریه، لبنان و اسرائیل، همگی به افزایش تنش‌ها و فراهم آمدن پیش‌زمینه یک درگیری نظامی گسترده میان این کشورها کمک کرد.

## آغاز بحران و تنش‌ها
در ۱۴ مه ۱۹۶۷، اطلاعاتی به اسرائیل رسید که نشان می‌داد نیروهای نظامی مصر در حالت آماده‌باش قرار گرفته‌اند و مصر در حال متمرکز کردن تعداد زیادی از نیروهای خود در صحرای سینا است. به دستور سپهبد عبد الحکیم عامر، فرمانده کل نیروهای مسلح مصر، در فرمان رزمی شماره ۱ نیروهای نظامی مصر از ساعت ۱۴:۳۰ روز ۱۴ مه ۱۹۶۷ برای جنگ در حالت آماده‌باش کامل قرار گرفتند. در واکنش به این تحرکات، روز ۱۵ مه، نخست‌وزیر اسرائیل دستور داد تا تعدادی از واحدهای زرهی برای تقویت جبهه سینا به مرزهای آن منطقه اعزام شوند.
تنش‌ها به سرعت افزایش یافت. در ۱۶ مه، جمال عبدالناصر، رئیس‌جمهور مصر، در نامه‌ای به سازمان ملل متحد خواستار خروج فوری نیروهای پاسدار صلح سازمان ملل (UNEF) از منطقه حائل مرزی میان مصر و اسرائیل شد. مضمون نامه به این شرح بود که مصر برای مقابله احتمالی با هرگونه تهدید نظامی اسرائیل علیه کشورهای عربی در حال متمرکز کردن نیروهای خود در امتداد مرز با اسرائیل است و به همین دلیل لازم است نیروهای پاسدار صلح فوراً منطقه را ترک کنند. در همان روز، رادیو قاهره با لحنی تحریک‌آمیز اعلام کرد: «بقای اسرائیل بیش از حد طول کشیده، ما از تهاجم اسرائیل استقبال می‌کنیم. ما از جنگی که مدت‌ها انتظارش را کشیده‌ایم استقبال می‌کنیم. نقطه اوج فرارسیده است. زمان جنگی که نابودی اسرائیل را به همراه دارد، فرا رسیده است.»
در ۱۸ مه، مصر مجدداً از سازمان ملل خواست تا نیروهای پاسدار صلح را از منطقه خارج کند و این نیروها در ۱۹ مه صحرای سینا را ترک کردند که به منزله تشدید بحران بود. پس از خروج این نیروها، دولت مصر به رهبری جمال عبدالناصر به استقرار و وارد کردن نیروهای بیشتر به صحرای سینا ادامه داد و تعداد زیادی نیرو و جنگ‌افزار بر مرز اسرائیل متمرکز شدند. نقطه اوج این اقدامات، در ۲۲ مه رخ داد؛ زمانی که مصر با بستن تنگه تیران که خلیج عقبه را با دریای سرخ مرتبط می‌کند، این راه آبی حیاتی را به روی کشتی‌های اسرائیلی بست و بندر تازه‌بنیاد آن زمان بندر ایلات که در جنوبی‌ترین بخش اسرائیل قرار دارد را عملاً به حالت تعطیل درآورد. خلیج عقبه در آن دوران تنها راه ارتباطی دریایی اسرائیل با شرق بود و بخش عمده نفت مورد نیاز خود را از طریق همین مسیر از شریک نفتی خود یعنی ایران وارد می‌کرد. بسته شدن این مسیر برای اقتصاد و امنیت انرژی اسرائیل تأثیر فلج‌کننده به دنبال داشت.
هم‌زمان با تحرکات مصر، سوریه، اردن و عراق نیز نیروهای نظامی خود را به‌طور مشترک در بلندی‌های جولان و کرانه باختری رود اردن برای یک حمله احتمالی و غافلگیرانه به اسرائیل متمرکز کردند. در این شرایط، اسرائیل با توجه به مساحت کم و اندازهٔ نسبتاً کوچکش، استراتژی مبنای جنگ در خاک دشمن به جای جنگ در خاک خود را اتخاذ کرد تا از تبدیل شدن قلمرو کوچک خود به میدان نبرد جلوگیری کند.
یکی از پرتنش‌ترین دوره‌ها در تاریخ اسرائیل، سه هفته پیش از جنگ شش‌روزه بود که به «دوره انتظار» (The Waiting Period) معروف است. این دوره، با اضطراب، عدم قطعیت و آماده‌سازی‌های گسترده در داخل اسرائیل همراه بود، زیرا کشور با تهدید قریب‌الوقوع یک جنگ منطقه‌ای تمام‌عیار مواجه بود. بستن تنگه تیران توسط مصر به منزله اقدام جنگی تلقی می‌شد و لحن تهاجمی کشورهای عربی برای مردم اسرائیل بسیار هراس‌انگیز بود. رادیو مصر که به زبان عربی برنامه‌هایی مهیج و ضد اسرائیلی پخش می‌کرد، همه روزه از فلسطینیان می‌خواست که از اسرائیل خارج شوند تا «در مسیر بولدوزرهایی که قرار بود اسرائیلی‌ها را به دریا بریزند قرار نگیرند!» این اظهارات، سطح اضطراب و احساس تهدید را در میان مردم اسرائیل به شدت افزایش داد.

## آغاز جنگ

دو فروند جنگنده مصری، نابود شده بر روی باند فرودگاه.

اسرائیل، با درک این موضوع که حمله هم‌زمان ارتش‌های مصر، عراق، سوریه و اردن در چند قدمی خود قرار دارد، و با توجه به اطلاعات حیاتی به دست آمده از طریق عوامل اطلاعاتی خود در مصر که نشان می‌داد ارتش مصر بیش از ۴۰۰ هواپیمای جنگی خود را در نقاطی متمرکز کرده است تا در روزهای آتی به مواضع اسرائیل حمله کند، تصمیم به پیشدستی گرفت. در صبح روز ۵ ژوئن ۱۹۶۷، اسرائیل با یک حمله هوایی ناگهانی و غافلگیرانه به نیروی هوایی مصر، جنگ را آغاز کرد.
ژنرال‌های اسرائیلی با درک خطر قریب‌الوقوع حمله هواپیماهای مصری به سرزمین کوچک خود، تصمیم به اجرای عملیات فکوس (Operation Focus) گرفتند. در این عملیات، نیروی هوایی اسرائیل با فرستادن تقریباً تمام ۲۰۰ فروند هواپیمای جنگندهٔ فعال خود، در عرض چند ساعت به صورت غافلگیرانه به فرودگاه‌های نظامی مصر حمله کرد. در این حمله بی‌سابقه، ۳۳۸ فروند از هواپیماهای جنگی مصر، شامل جنگنده‌های میگ و بمب‌افکن‌های توپولف ساخت شوروی، به همراه باندهای فرود و بیش از ۱۰۰ خلبان مصری، پیش از اینکه مصر بتواند پاسخ مناسبی به حمله بدهد، بر روی زمین نابود شدند. جزئیات تلفات هوایی مصر شامل نابودی تمامی ۳۰ فروند بمب‌افکن توپولف تو-۱۶، ۲۷ فروند از مجموع ۴۰ فروند بمب‌افکن ایلیوشین-۲۸، ۱۲ جنگنده-بمب‌افکن سوخو-۷، بیش از ۹۰ فروند میگ-۲۱، ۲۰ فروند میگ-۱۹، ۲۵ فروند میگ-۱۷ و ۳۲ فروند هواگرد ترابری نظامی و بالگرد بود. همچنین، تعداد قابل توجهی رادار و سامانهٔ ضدهوایی ارتش مصر نیز منهدم شدند. اگرچه در رابطه با تعداد دقیق هواپیماهای نابود شدهٔ مصری اختلاف نظرهایی وجود دارد، اما نتیجه عملیات برای اسرائیل قاطع بود. طی این عملیات، ۱۹ جنگندهٔ اسرائیلی نیز توسط جنگنده‌های مصری و پدافند هوایی مصر سرنگون شدند. یک جنگندهٔ آسیب دیدهٔ اسرائیلی نیز به دلیل عدم شکستن سکوت رادیویی و اعلام وضعیت خود، به اشتباه توسط موشک هاوک پدافند هوایی اسرائیل در اطراف مرکز تحقیقات هسته‌ای نگو سرنگون شد. جنگندهٔ اسرائیلی دیگری نیز پس از انفجار یک بمب‌افکن مصری آسیب دیده و نابود شد.
گفته می‌شود در زمان حملهٔ اسرائیل فقط چهار جت آموزشی و غیرمسلح مصری در حال گشت‌زنی بودند. با این حمله، اسرائیل برتری مطلق هوایی در جنگ را به‌دست‌آورد و با استفاده از این امتیاز، ابتکار عمل در میدان نبرد را کاملاً در اختیار گرفت.
مصر با انکار ضربه شدیدی که دریافت کرده بود، به طور علنی مدعی شد که حمله بسیار موفقی علیه اسرائیل ترتیب داده است. بر اساس این اخبار دروغ و گمراه‌کننده، پادشاه اردن ملک حسین دستور حمله به اسرائیل را صادر کرد. اردن با گلوله‌باران تل‌آویو، پایگاه هوایی رمات دیوید (بزرگ‌ترین پایگاه هوایی اسرائیل)، حمله هوایی به شهرهای نتانیا و کفار سابا و حمله خمپاره‌ای به غرب اورشلیم، وارد جنگ شد. با افروخته شدن آتش جنگ، بعد از ۲ روز سوریه هم وارد جنگ شد و از بلندی‌های جولان شروع به پرتاب راکت‌های کاتیوشا و آتش توپخانه شدید به دره حوله در اسرائیل کرد.
در ادامه نبردها، ارتش مصر نهایتاً با عقب‌نشینی گسترده از صحرای سینا، تا آن سوی کانال سوئز عقب رانده شد. در همین حال، ارتش اسرائیل با تغییر میدان جنگ به سوی بلندی‌های جولان (جبهه سوریه) و کرانه باختری رود اردن (جبهه اردن) که مقر نیروهای اردنی و سوری بود، توانست آن‌ها را شکست دهد و بلندی‌های جولان و کشتزارهای شبعا را به اشغال خود درآورد.

## پایان جنگ و پیامدها

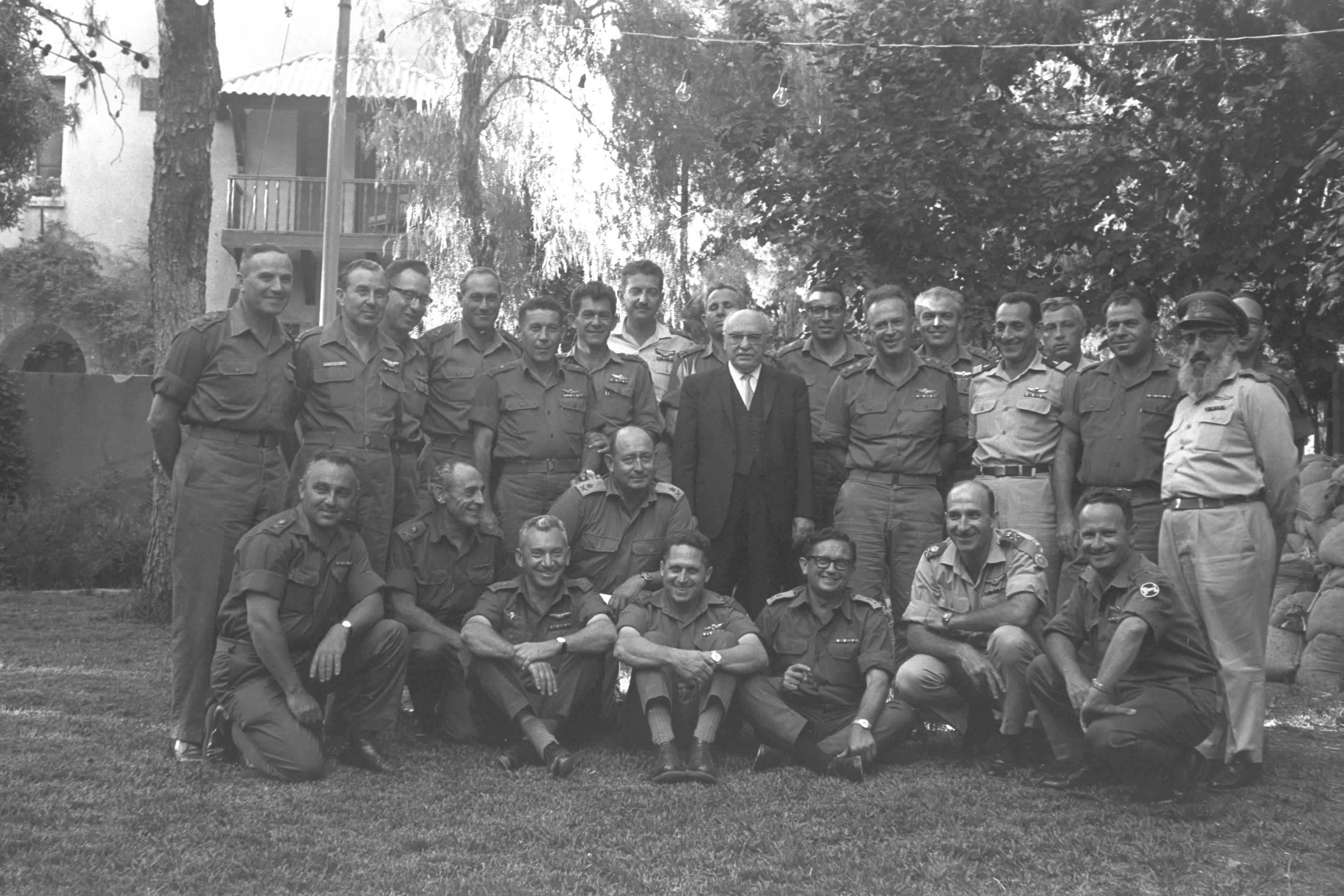
نگاره‌ای از فرماندهان ستاد کل ارتش اسرائیل در پایان جنگ شش روزه، همراه با زالمان شائزیر، رئیس‌جمهور وقت.

در تاریخ ۱۰ ژوئن ۱۹۶۷، اسرائیل آخرین حملات خود به بلندی‌های جولان را تکمیل نموده بود. قرارداد آتش‌بسی که به پیشنهاد کشورهای عربی و با میانجیگری سازمان ملل متحد صورت گرفت، در روز بعد از آن یعنی ۱۱ ژوئن به امضاء رسید و جنگ به طور رسمی پایان یافت.
تلفات نیروهای عربی به مراتب سنگین‌تر از تلفات اسرائیل بود: کمتر از هزار اسرائیلی در مقایسه با بیش از ۲۰۰۰۰ نفر از نیروهای عرب کشته، زخمی یا اسیر شدند. در نتیجهٔ این جنگ، اسرائیل، نوار غزه، تقریباً تمامی صحرای سینا، کرانه باختری (شامل اورشلیم شرقی) و بلندی‌های جولان را تصرّف کرد. در مجموع، با پیروزی‌های به دست آمده و سرزمین‌های تازه اشغال شده، مساحت تحت کنترل اسرائیل تقریباً ۳ برابر شد و در حدود یک میلیون عرب که در این مناطق اشغال‌شده زندگی می‌کردند، به زیر کنترل مستقیم اسرائیل درآمدند.
در پی این جنگ، شورای امنیت سازمان ملل متحد در ۲۲ نوامبر ۱۹۶۷ قطعنامه ۲۴۲ شورای امنیت را تصویب کرد. این قطعنامه، که به عنوان مبنایی برای مذاکرات صلح آینده در نظر گرفته شد، از همه دولت‌های درگیر خواست تا از ادعاهای خود نسبت به سرزمین و حق حاکمیت یکدیگر صرف نظر کنند، مرزهای امن و به رسمیت شناخته شده را بپذیرند، و اسرائیل از سرزمین‌های اشغال شده طی این جنگ عقب‌نشینی کند. اسرائیل عقب‌نشینی خود از سرزمین‌های اشغالی را مشروط بر به رسمیت شناخته شدن موجودیت و امنیت اسرائیل از سوی دولت‌های عربی متخاصم دانست، که به عنوان "صلح در برابر زمین" (Land for Peace) شناخته شد.
پس از پایان جنگ و عدم اجازه اسرائیل به بازگشت فلسطینیانی که برای تسریع حمله اعراب، کشور را ترک کرده و به کشورهای عربی همسایه وارد شده بودند، موج جدیدی از پناهندگان فلسطینی در کشورهای مصر، سوریه، اردن و لبنان پدید آمد. از آنجا که هیچ‌یک از کشورهای میزبان علاقه‌ای به پذیرش دائمی این مهاجران نداشتند، اقدام به تشکیل اردوگاه‌های پناهندگی در بیابان‌ها، دور از تمام امکانات اولیهٔ زندگی نمودند. این وضعیت، به بحران پناهندگان فلسطینی عمق بیشتری بخشید و بر پیچیدگی مناقشه افزود.

سکه یادبود «آزادسازی اورشلیم».

در نهایت، خصومت میان مصر و اسرائیل با امضای پیمان صلح اسرائیل و مصر در ۲۶ مارس ۱۹۷۹ پایان یافت که منجر به بازپس‌گیری کامل شبه‌جزیره سینا توسط مصر شد. خصومت میان اردن و اسرائیل نیز با امضای پیمان صلح اسرائیل–اردن در ۲۶ اکتبر ۱۹۹۴ رسماً پایان پذیرفت.
مذاکرات میان اسرائیل با سوریه و لبنان در جهت دستیابی به صلح جامع و دائمی، تاکنون به نتیجهٔ مطلوبی نرسیده‌اند و وضعیت بلندی‌های جولان و کشتزارهای شبعا همچنان از نقاط مورد اختلاف است.

## انتقادات و موارد بحث‌انگیز در مورد جنگ شش‌روزه

### آغازگر جنگ و ماهیت آن
در آغاز جنگ، هم مصر و هم اسرائیل به طور جداگانه اعلام کردند که توسط کشور مقابل مورد حمله قرار گرفته‌اند. با این حال، دولت اسراییل بعداً موضع اولیه خود را رها کرد و اذعان داشت که اسرائیل ابتدا حمله کرده است، اما مدعی شد که این یک حمله پیشگیرانه (preemptive strike) در برابر تهاجم برنامه‌ریزی شده و قریب‌الوقوع مصر بوده است.
در مقابل، دیدگاه غالب در میان کشورهای عربی این بود که حمله اسرائیل به مصر کاملاً غیرقابل توجیه و یک اقدام تجاوزکارانه بوده است. بسیاری از محققان و مورخان اسرائیلی، این جنگ را به عنوان یک جنگ پیشگیرانه و نوعی دفاع از خود تلقی می‌کنند که برای مقابله با تهدیدات وجودی صورت گرفت. با این حال، برخی دیگر از محققان بین‌المللی و حتی اسرائیلی، ماهیت جنگ را به عنوان یک اقدام تجاوزکارانه ارزیابی کرده‌اند که فراتر از دفاع مشروع بوده است.

### ادعاهای حمایت نظامی از سوی ایالات متحده، بریتانیا و اتحاد جماهیر شوروی
در طول جنگ شش‌روزه، اتهامات متعددی مبنی بر حمایت مستقیم نظامی از اسرائیل توسط ایالات متحده آمریکا و بریتانیا مطرح شد. این ادعاها شامل تأمین تجهیزات نظامی (با وجود تحریم‌های اعلام شده) و حتی مشارکت نیروهای آمریکایی در درگیری‌ها بود.
همچنین، در مقابل، ادعا شده است که اتحاد جماهیر شوروی نیز در حمایت از متحدان عرب خود، از قدرت دریایی خود در دریای مدیترانه استفاده کرد تا به عنوان یک مانع اصلی برای نیروی دریایی ایالات متحده عمل کند و مانع از دخالت مستقیم آمریکا در حمایت از اسرائیل شود.
در جریان جنگ، قاهره (مصر) به طور رسمی اعلام کرد که هواپیماهای آمریکایی و انگلیسی در حمله اسرائیل شرکت دارند. پس از این ادعا، ناصر روابط دیپلماتیک مصر را با ایالات متحده و بریتانیا قطع کرد. تصویری که ناصر از آمریکا داشت، به حدی بود که او حتی بدترین تئوری‌های توطئه را باور می‌کرد. با این حال، انور سادات، جانشین ناصر، تلویحاً اشاره کرد که ناصر از این "توطئه عمدی" برای متهم کردن ایالات متحده به عنوان یک پوشش سیاسی و توجیه شکست‌های نظامی برای مصرف داخلی و حفظ چهره در جهان عرب استفاده کرده است. لطفی عبدالقادر، مدیر رادیو قاهره در اواخر دهه ۱۹۶۰، که ناصر را در دیدارهایش در مسکو همراهی می‌کرد، نظریه توطئه خود را داشت مبنی بر اینکه هم شوروی و هم قدرت‌های غربی می‌خواستند ناصر را سرنگون کنند یا نفوذ او را در منطقه کاهش دهند و این ادعاها بخشی از این بازی بزرگ بود.

### مورد مشکوکحمله اسرائیل به کشتی یو.اس.اس. لیبرتی
در ۸ ژوئن ۱۹۶۷، در سومین روز جنگ شش‌روزه، هواپیماهای جنگی اسرائیل و قایق‌های اژدرافکن نیروی دریایی اسرائیل به کشتی اطلاعاتی الکترونیک نیروی دریایی ایالات متحده، یواس‌اس لیبرتی (USS Liberty)، که در آب‌های بین‌المللی در نزدیکی سواحل سینا قرار داشت و جنگ را زیر نظر داشت، حمله کردند. این حمله منجر به کشته شدن ۳۴ آمریکایی و زخمی شدن ۱۳۶ نفر دیگر شد. دلیل این حملات هم چنان موضوع بحث و اختلاف نظر است: دولت اسرائیل و بسیاری از تحلیلگران آن را یک تصادف غم‌انگیز ناشی از اشتباه در شناسایی می‌دانند، در حالی که برخی دیگر معتقدند این یک توطئه عمدی بوده است (برخی به دلایل مختلف از جمله جلوگیری از فاش شدن اطلاعات توسط کشتی). واشینگتن در نهایت غرامت و عذرخواهی رسمی اسرائیل را برای این حمله پذیرفت، اما این حادثه همواره به عنوان یک لکه تاریک و مورد بحث در روابط دو کشور باقی مانده است.

### اتهام قتل اسیران جنگی مصری توسط نیروهای دفاعی اسرائیل
رفتار ارتش اسرائیل با اسرای مصری در طول جنگ شش‌روزه و دوره پس از آن، از جمله موضوعاتی است که به ندرت و با سانسور در منابع عمومی گزارش شده است. از آنجا که استراتژی اصلی اسرائیل، یک حمله غافلگیرانه و سریع در سراسر صحرای سینا بود، نیروهای اسرائیلی در عمل ظرفیت کافی برای مراقبت از ده‌ها هزار سرباز دشمن که در عقب مانده بودند، نداشتند.
برخی منابع و شهادت‌ها ادعا می‌کنند که یکی از روش‌هایی که اسرائیل برای برخورد با اسیران مصری به کار برده است، جمع‌آوری آن‌ها و کشتن دسته‌جمعی آن‌ها بوده است. برخی از مورخان جنگ تخمین می‌زنند که ممکن است تا ۱۰۰۰۰ سرباز مصری پس از تسلیم شدن، کشته شده باشند.
روزنامه اسراییلی هاآرتص در ۲۷ ژوئن ۲۰۰۰ گزارش داد که طبق تحقیقات محققان و سربازان بازنشسته ارتش اسرائیل، سربازان ارتش اسرائیل صدها سرباز مصری غیرمسلح را در سینا در طول مبارزات سینا در سال ۱۹۵۶ و بعداً در طول جنگ شش‌روزه ۱۹۶۷ اعدام کردند. در سال ۱۹۹۷، بی‌بی‌سی نیز گزارشی را منتشر کرد که در آن محمد منیب، دبیرکل سازمان حقوق بشر مصر (EHRO)، گزارشی را تشریح کرد که طی آن شهادت‌های تأیید شده از چند افسر و سرباز مصری که شاهدان عینی کشتار اسرای جنگی مصری به دست نیروهای اسرائیلی در طول جنگ بودند، به دست آمد. گزارش منیب ادعا کرد که اسرائیل بین ۷۰۰۰ تا ۱۵۰۰۰ اسیر جنگی مصری را در طول جنگ‌های ۱۹۵۶ و ۱۹۶۷ کشته است. وی خاطرنشان کرد که اسرا از نظامیان و غیرنظامیان بودند که تعدادی از آن‌ها توسط تانک‌های اسرائیلی که برای عبور از روی آن‌ها استفاده می‌شد در حالی که آن‌ها بسته بودند، کشته شدند. وی افزود که این جنایات فراتر از آنچه در طول جنگ‌های دیگر مانند جنگ جهانی دوم و جنگ در بوسنی رخ داده است، می‌باشد.
در ۱۶ اوت ۱۹۹۵، «آریه اسحاقی»، استاد دانشگاهی که قبلاً برای بخش تاریخ نیروهای دفاع اسرائیل کار می‌کرده است، مدّعی شد که در خلال جنگ شش‌روزه در حدود ۱۰۰۰ اسیر جنگی مصری را که سلاح‌هایشان را رها کرده و به صحرا گریخته بودند، به قتل رسانده است. این ادعا توجه همگان را چه در داخل اسرائیل و چه در سطح جهان جلب کرد. بعدها مشخص شد که این ادّعا، حداقل در مورد سال ۱۹۶۷، برای انحراف افکار عمومی از ۴۹ مورد قتل اسیران جنگی که در جنگ سال ۱۹۵۶ انجام شده بود، اقامه شده است.
با این وجود، ادّعای هیچ‌یک در مورد قتل هزاران اسیر جنگی مصری به دست نیروهای اسرائیل یا مصر به صورت قطعی اثبات نشده است. شاهدان عینی موارد متفاوتی از قتل اسیران مصری (در گروه‌های ۳۰ تا ۶۰ و ۱۵۰ نفری) را گزارش کرده‌اند که نشان‌دهنده وقوع برخی اعدام‌هاست، اما مقیاس دقیق آن همچنان محل بحث است.
بنابر گزارش نیویورک تایمز (۲۱ سپتامبر ۱۹۹۵)، دولت مصر اعلام کرده است که دو گور دسته‌جمعی را یافته که بازمانده‌های ۳۰ تا ۶۰ اسیر جنگی مصری که به ضرب گلوله در طول جنگ شش‌روزه جان‌باختند را در خود داشته است. این کشفیات به بحث‌ها و اتهامات مربوط به نقض حقوق بشر در طول جنگ دامن زده است.